# Winsted (Minnesota)
Winsted es una ciudad ubicada en el condado de McLeod en el estado estadounidense de Minnesota. En el Censo de 2010 tenía una población de 2355 habitantes y una densidad poblacional de 473,58 personas por km².

## Geografía
Winsted se encuentra ubicada en las coordenadas 44°57′34″N 94°3′5″O / 44.95944, -94.05139. Según la Oficina del Censo de los Estados Unidos, Winsted tiene una superficie total de 4.97 km², de la cual 4.94 km² corresponden a tierra firme y (0.63%) 0.03 km² es agua.

## Demografía
Según el censo de 2010, había 2355 personas residiendo en Winsted. La densidad de población era de 473,58 hab./km². De los 2355 habitantes, Winsted estaba compuesto por el 97.49% blancos, el 0.47% eran afroamericanos, el 0.34% eran amerindios, el 0.08% eran asiáticos, el 0.13% eran isleños del Pacífico, el 0.89% eran de otras razas y el 0.59% pertenecían a dos o más razas. Del total de la población el 1.83% eran hispanos o latinos de cualquier raza.